# لئونورا فانی
لئونورا فانی (انگلیسی: Leonora Fani؛ زادهٔ ۱۸ فوریهٔ ۱۹۵۴) یک بازیگر اهل ایتالیا است.
از فیلم‌هایی که وی در آنها نقش داشته‌است می‌توان به لب‌های داغ، مرد خانواده، جالو در ونیز، زن بی‌حیا، کلاس خصوصی و ننه اشاره کرد.